# Echte Wiener – Die Sackbauer-Saga
Echte Wiener – Die Sackbauer-Saga ist nach einer 1994 erschienenen Kinoversion der Episoden Stille Nacht und Jahreswende der zweite Kinofilm zur erfolgreichen österreichischen Fernsehserie Ein echter Wiener geht nicht unter.
Die Handlung des Films setzt 30 Jahre nach dem Ende der Serie an. Mit derzeit 370.381 Kinobesuchen in Österreich (per 8. März 2009) ist der Film der vierterfolgreichste Film aus Österreich seit Beginn der österreichweiten Kinobesuchererfassung 1981.

## Handlung

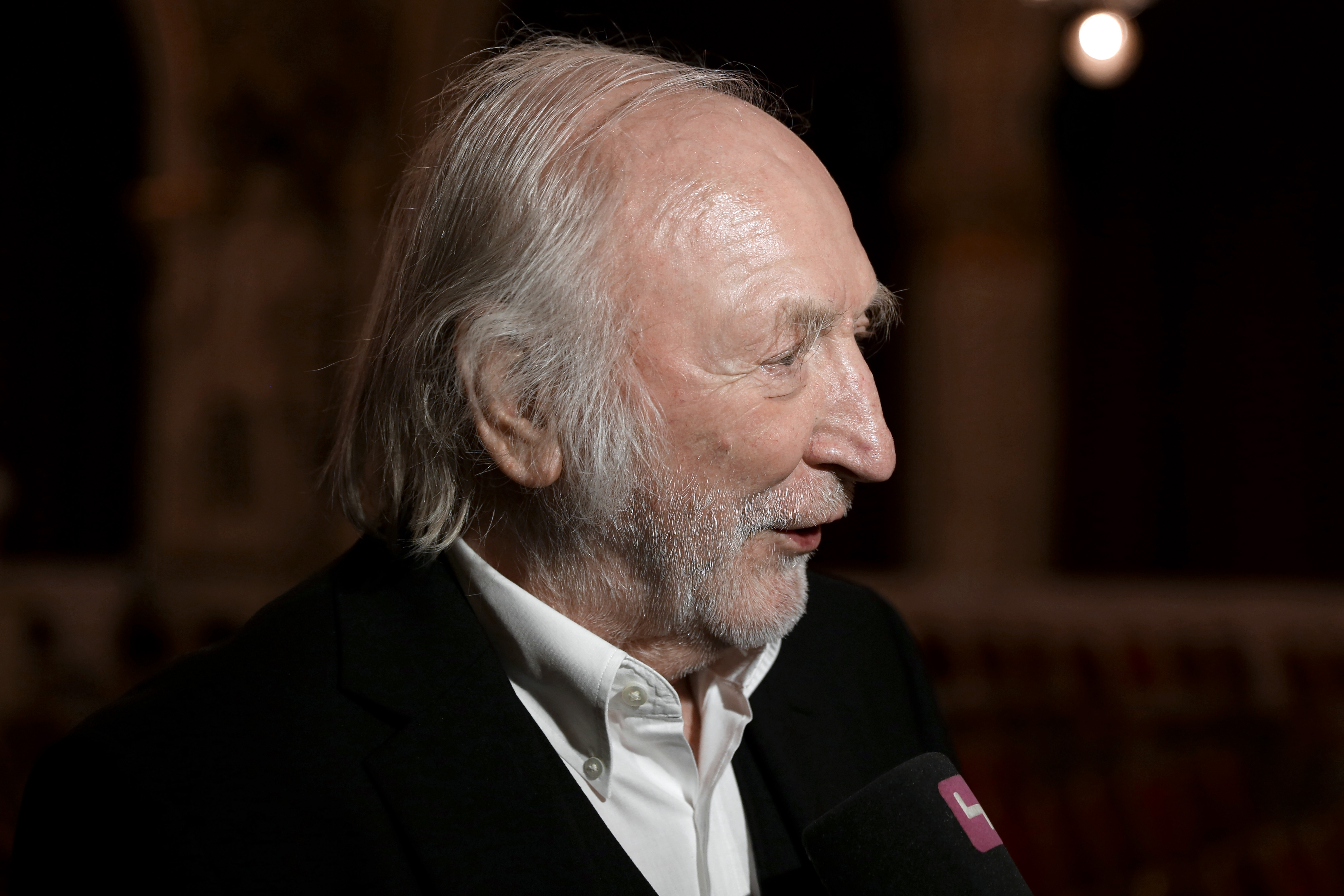
Edmund „Mundl“ Sackbauer (Karl Merkatz, 2015)

Nachdem Edmund „Mundl“ Sackbauer aus einem Gemeindebau in Wien ausgezogen ist, lebt er schon längere Zeit in einem Schrebergartenhaus in Wien-Umgebung. Allerdings soll sein Haus wegen des Baus einer neuen Wohnanlage abgerissen werden, daher sollte er wieder zurück in die Großfeldsiedlung ziehen.

Mittlerweile steht er kurz vor seinem achtzigsten Geburtstag und ist mit dem Alter einsam geworden, da er den Kontakt zu seinen Kindern vernachlässigt hat und umgekehrt. Außerdem verübelt er es seiner Tochter Hanni, die nun in Hamburg lebt, von einem Deutschen geschwängert worden zu sein. Sein Enkel René, der selbst bereits Vater ist, schenkt ihm ein Notebook, mit dem Mundl jedoch nicht viel anfangen kann.

Mundls Frau Antonia versucht aufgrund seiner Einsamkeit die Familie zusammenzuführen, dies gelingt ihr aber nur schleppend.

## Hintergrund
Rund ein Jahr vor dem Erscheinen des Films wurde ein erster Trailer im Internet veröffentlicht, in dem Mundl und Toni Sackbauer im Stadion Center Weihnachtseinkäufe erledigen. Einige Monate später folgten weitere Videoclips. Außerdem wurden im Vorfeld zur Nationalratswahl 2008 Plakate mit der Aufschrift Kriagst a Watschn dass da 5 Jahr da Schädl wackelt – Echte Wiener wählen Mundl – Ab 19. Dezember im Kino an Werbetafeln befestigt. Ungefähr zwei Monate vor der Filmpremiere verstarb der Schauspieler Kurt Weinzierl, der im Film – in seiner letzten Rolle – als Vitus Egger zu sehen ist.

## Produktion
Der Film wurde von 2007 bis 2008 in Wien und Umgebung von Bonus Film produziert. Die Dreharbeiten endeten wie geplant am 1. Juni 2008. Der Großteil der ursprünglichen Schauspieler von Ein echter Wiener geht nicht unter arbeitete beim Film mit. Der offizielle Soundtrack zum Film trägt den Namen Ned deppat und stammt von der Linzer Hip-Hop-Gruppe Texta. Der Film war weltweit der erste „barrierefrei“ produzierte Kinofilm und konnte bei der Premiere auch von seh- und hörbehinderten Menschen mitverfolgt werden. Die Produktionsfirma erhielt für diese Produktion den Diagonale-Preis für die beste Filmproduktion 2008.

## Rezeption
Der Film startete in Österreich am Freitag, den 19. Dezember 2008 in den Kinos und erreichte am Eröffnungswochenende als zweiterfolgreichster Film (nach Madagascar 2, 72.197 Besucher) 52.271 Besucher bei 59 Kopien im Umlauf. Verleih des Films ist Thim Film. Am zweiten Wochenende (26. – 28. Dezember) war der Film mit 68.626 Besuchern die meistbesuchte Produktion in den österreichischen Kinos, vor Madagascar 2 mit 50.867 Besuchern und 101 Kopien im Umlauf.
Bis einschließlich 28. Dezember erreichte der Film bereits 160.736 Besucher und ist somit der meistgesehene österreichische Film des Jahres 2008 vor Falco – Verdammt, wir leben noch (154.677), Die Fälscher (154.629 in 2008) und Let’s Make Money (153.649 Besucher nach neun Wochen). 
In der Woche zum 11. Jänner überschritt der Film die 300.000-Besuchergrenze, was seit Beginn der lückenlosen Kinobesucherzählung in Österreich im Jahr 1981 nur vier weiteren Filmen gelang. Mit rund 370.000 Besuchern bis zum 1. März 2009 ist der Film, gemessen an den Besucherzahlen in Österreich, die vierterfolgreichste österreichische Produktion seit 1981 und der erfolgreichste Film seit 2002 (Poppitz, 441.000 Besucher).

Im deutschen Fernsehen war die Erstausstrahlung am 25. September 2013 in 3sat.

## Fortsetzung
Obwohl Karl Merkatz und Ingrid Burkhard ursprünglich gegen eine Fortsetzung des Kinofilms waren, ist die Fortsetzung Echte Wiener 2 – Die Deppat’n und die Gspritzt’n am 16. Dezember 2010 in den österreichischen Kinos angelaufen.

## Stammbaum
```
                                          Edmund Sackbauer --- Antonia geb. Novotny
                                                            |
                                               -------------------------------
                                               |                             |
Fredi  --- Josefine -.- Kurt       Irmi S. --- Karl S.     Franz Vejvoda -.- Johanna S. --- Kai Uwe Lembke (--- Britta)
Stadler |  Stadler      Blahovec            |                                            |
        |  ehem. B.        †     --------------------------                      "Mittwochsbeziehung"
        |                        |                        |                              |
        Lisa ------------------- René S. -†- Ilse S.      Petra S. --- Margot            Olaf S.
                beginnend                 |  (1977–1998)
                                          |
                                          Edi S.
```